# Pierre Ducrey
Pierre Ducrey, nacido el 14 de noviembre de 1938 14 de noviembre de 1938 (86 años) en Lausana,  en Suiza, es un arqueólogo, profesor  HOLA LuZ y Camila  rector de la Universidad de Lausana de 1987 a 1995.

## Biografía
Es el autor de varios libros y artículos, principalmente en los ámbitos de la arqueología, la epigrafía griega y las ciudades antiguas griegas de Filipos y Eretria.
Miembro extranjero de la Escuela Francesa de Atenas de 1967 a 1970, es igualmente director de la Escuela suiza de arqueología en Grecia de 1982 a 2006 y director de la Fondation Hardt pour l’étude de l’antiquité classique desde 2010. 

## Distinciones
- Comendador de la Orden del Fénix desde 1991.
- Doctor honoris causa de la Universidad de Atenas desde 2000.
- Representante extranjero de la Academia de Inscripciones y Lenguas Antiguas del Instituto de Francia, París, desde 2001.[2]
- Miembro asociado extranjero de la Academia de Inscripciones y Lenguas Antiguas del Instituto de Francia, París, desde 2008.
- Profesor honorario de la Universidad de Lausana desde 2004.

## Publicaciones
- Le traitement des prisonniers de guerre dans la Grèce antique, des origines à la conquête romaine, Ecole française d'Athènes, Travaux et mémoires, .., t. XVII, París, De Boccard,1968, XIV + 359 p., 12 pl. (tesis de doctorado de la Universidad de Lausana). Nueva edición revisada y aumentada, París, de Boccard, 1999, XXXVIII + 359 p., 16 pl.
- Guerre et Guerriers dans la Grèce Antique, Friburgo París, Office du Livre- Payot- Payot, 1985, 320p., 200 ill. Nuevas ediciones revisadas y aumentadas, París, Hachette, Coll. Pluriel, 1999 ; 2010, 318 p.
- Le Quartier de la Maison aux mosaïques, Lausanne, Payot (Eretria, Fouilles et recherches,VIII), 1993, 1 vol., 190 p., 322 ill. (en colab. con I. R. Metzger, K. Reber y varios autores).
- Guide de la Maison aux mosaïques à Erétrie (en colab. con K. Reber, A. Caronte y S. Huber), (publicado en francés, alemán, inglés y griego), 1991, 32 p.
- Erétrie, Guide de la cité antique (en colaboración con varios autores), 2004, 314p., numerosas ilustraciones.
- L’archéologie suisse dans le monde, Lausanne, Presses polytechniques et universitaires romandes, Coll. Le savoir suisse, 2007, 149 p.